# Folkdräkter från Dalarna

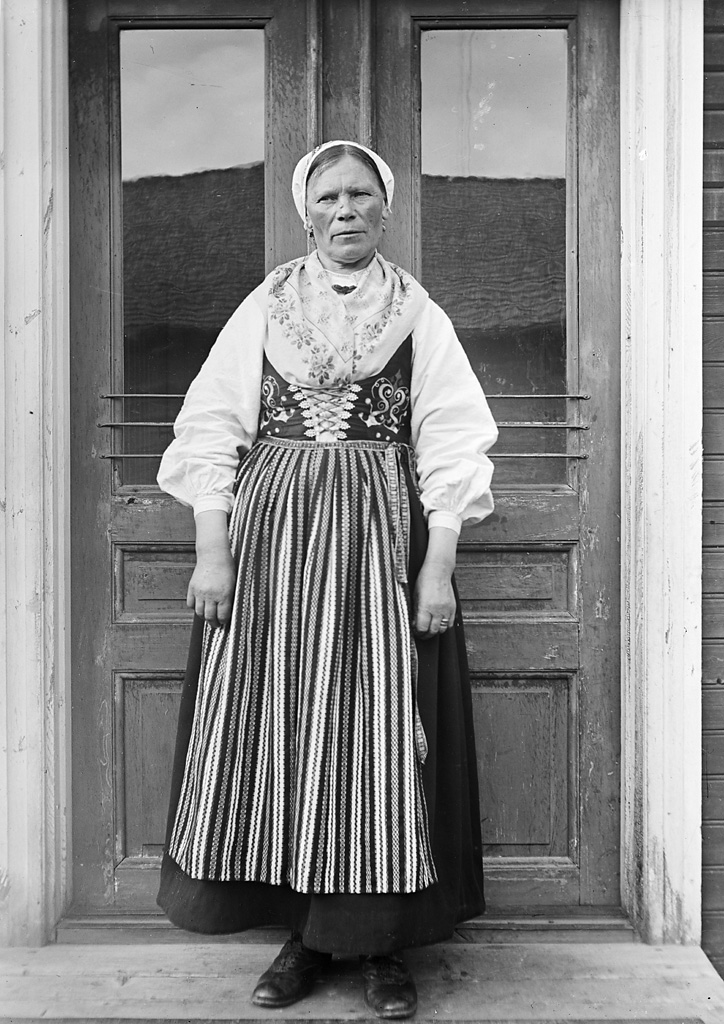
Greta Persson, Almo, Dalarna, Sweden (5534440571)

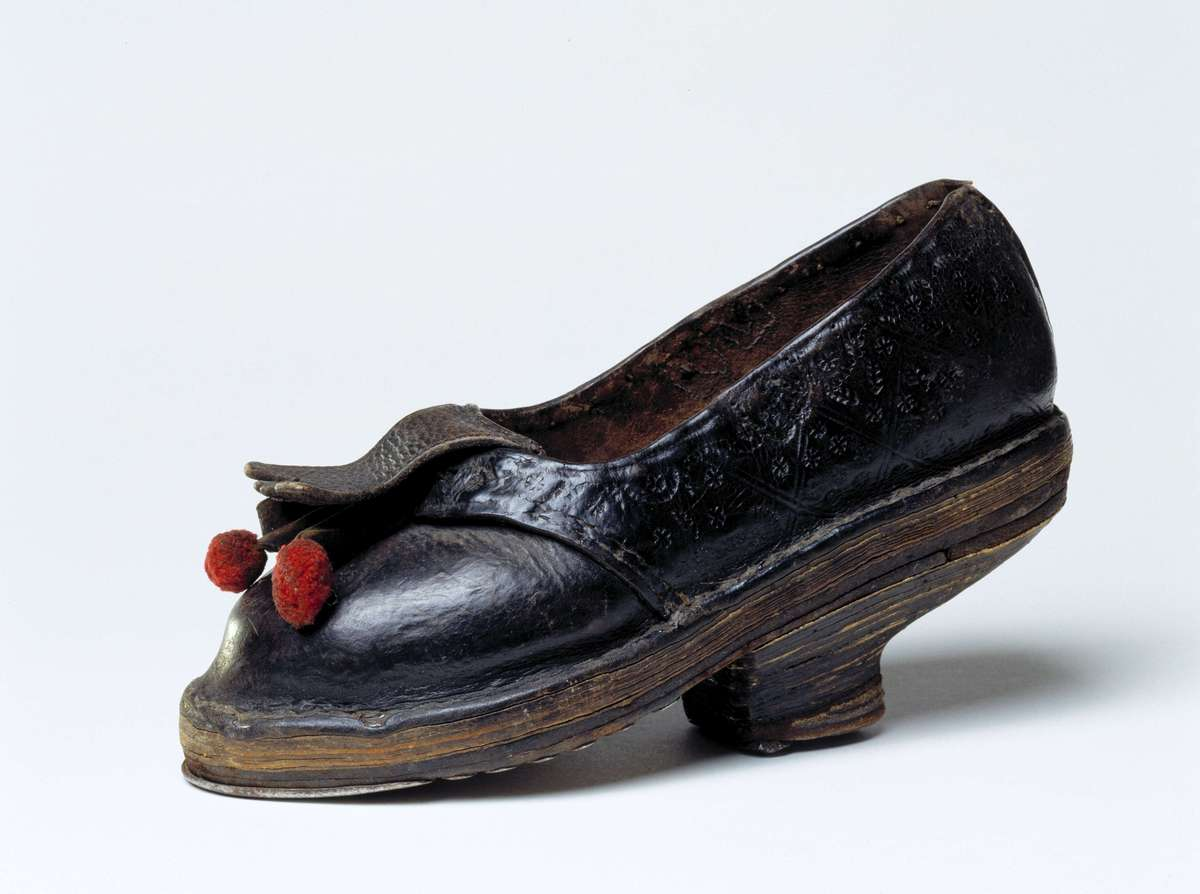
Damsko från Djura socken, Dalarna - Nordiska Museet - NMA.0034893

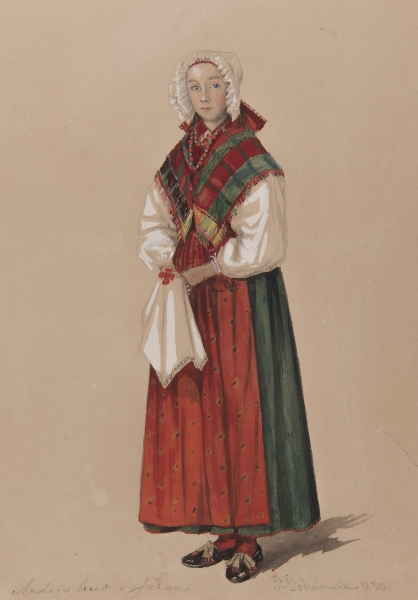
Annandagsbrud. Akvarell av P Södermark 1850 - Nordiska museet - NMA.0070019

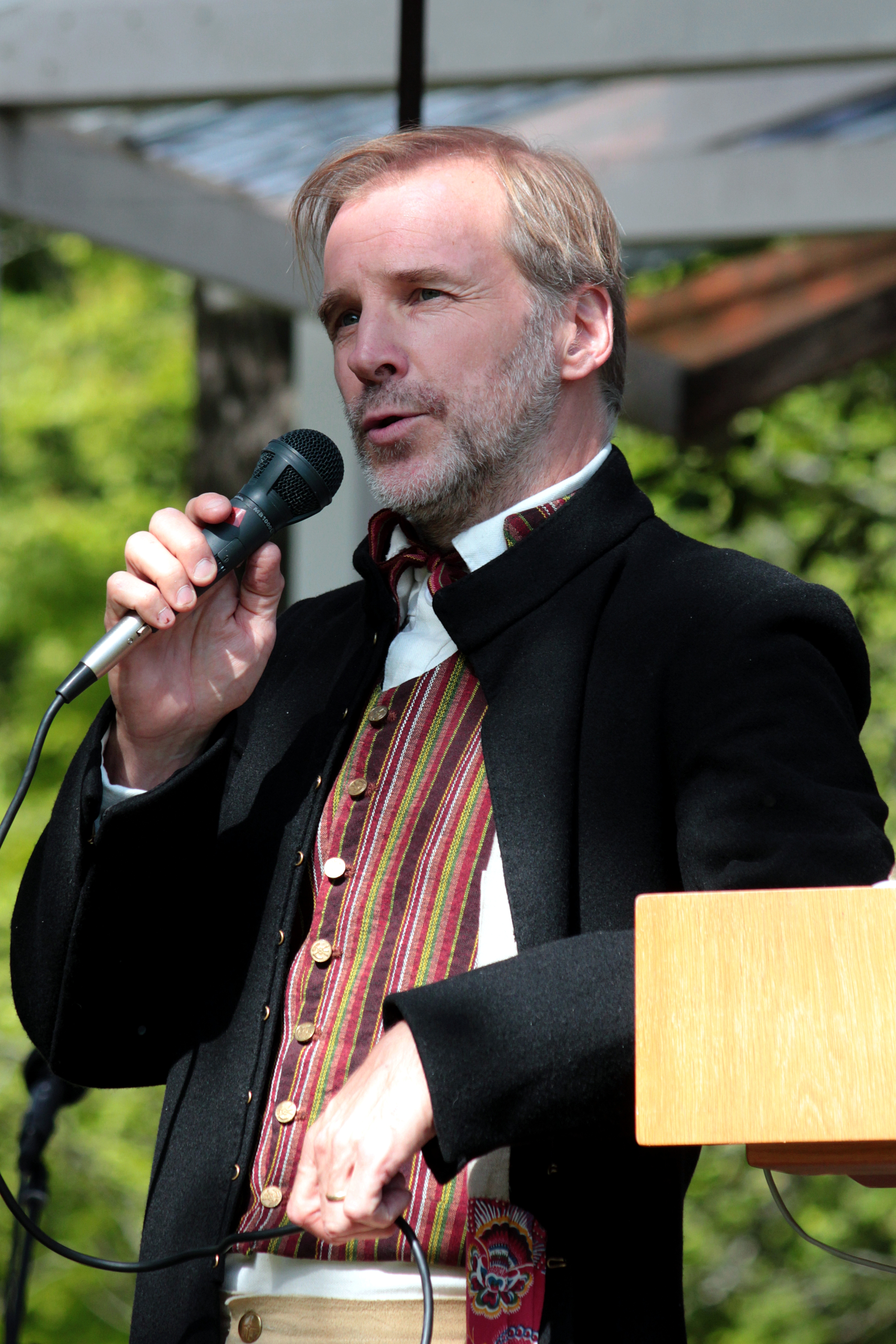
Lars Hjertner Horndal 02

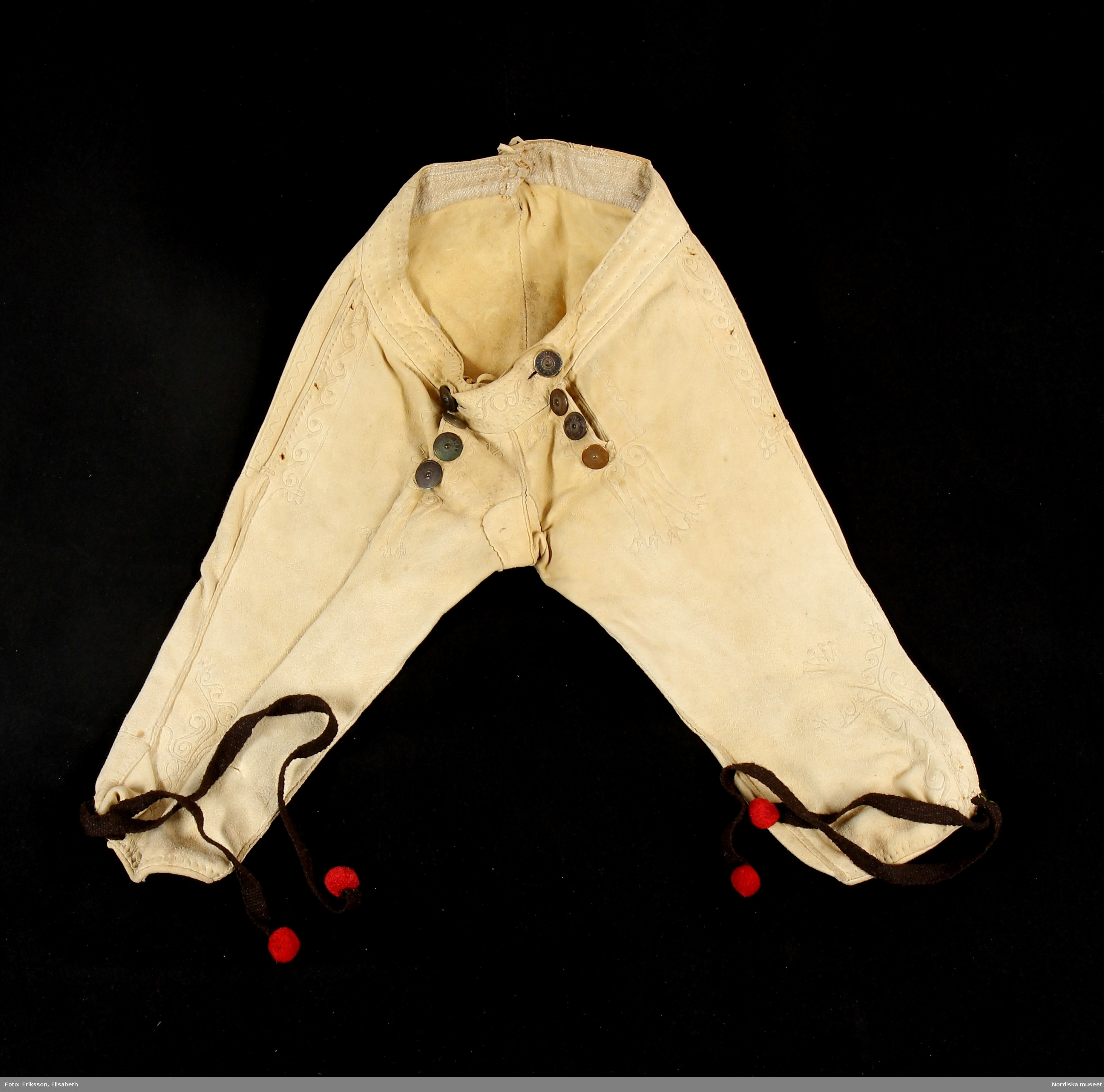
Huvudliggaren, Mandräkt från Boda sn Dalarna A. Rock, längd 107 cm (m. kraglinning) B. Skinnbyxor C - Nordiska museet - NM.0090412B (1)

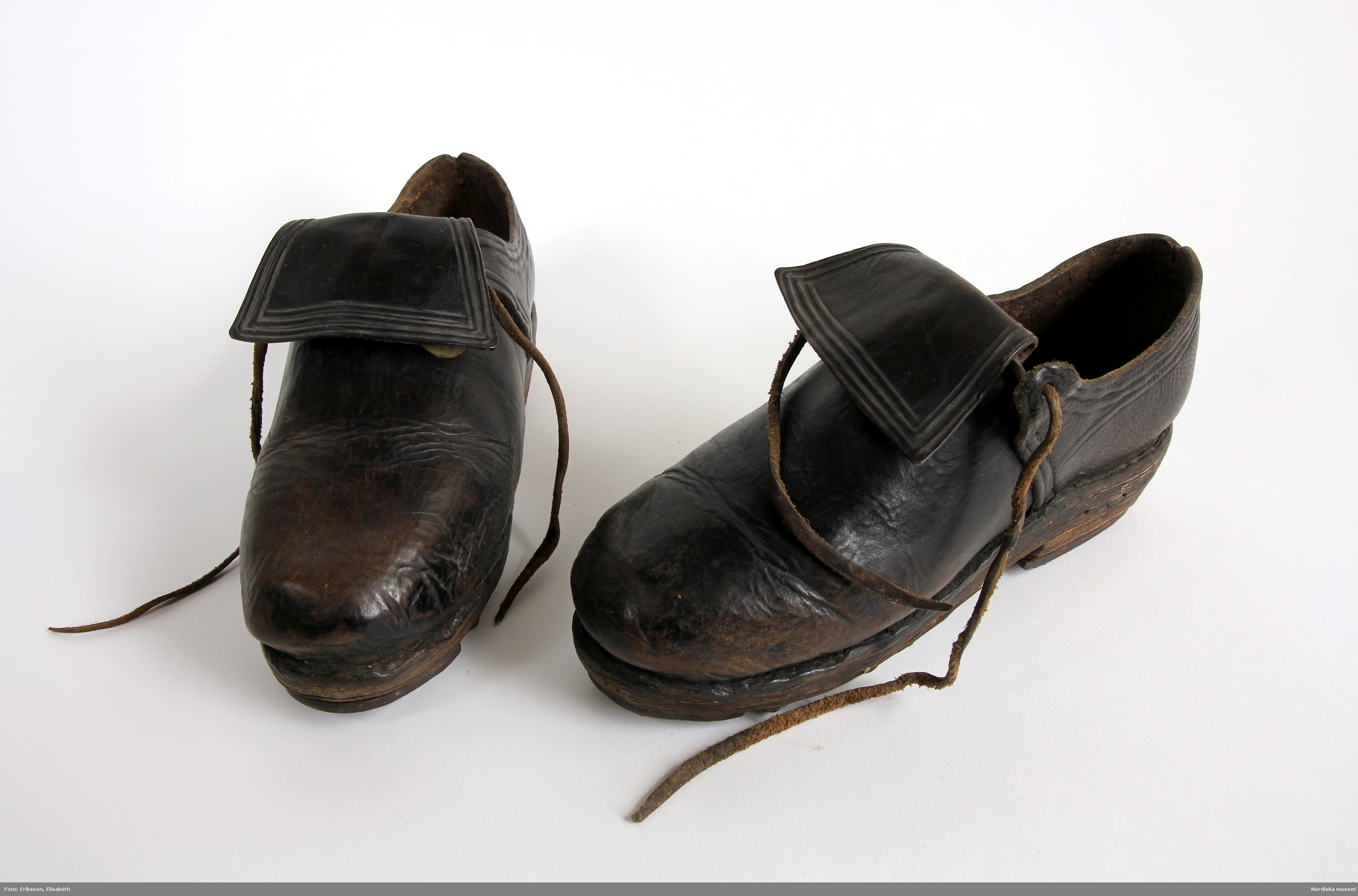
Huvudliggaren, Mandräkt från Boda sn Dalarna A. Rock, längd 107 cm (m. kraglinning) B. Skinnbyxor C - Nordiska museet - NM.0090412D-2

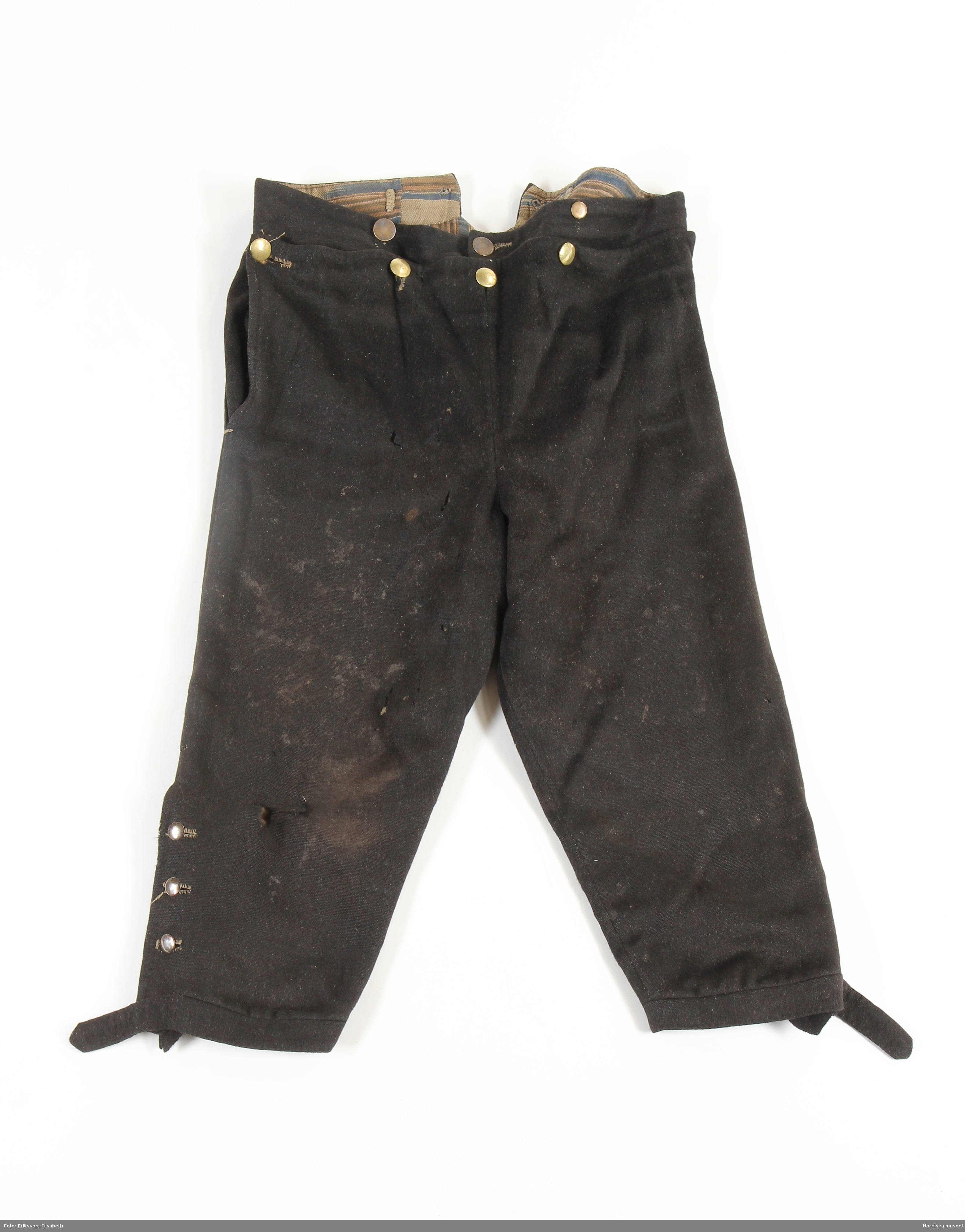
Byxor - Nordiska museet - NM.0040419C (1)

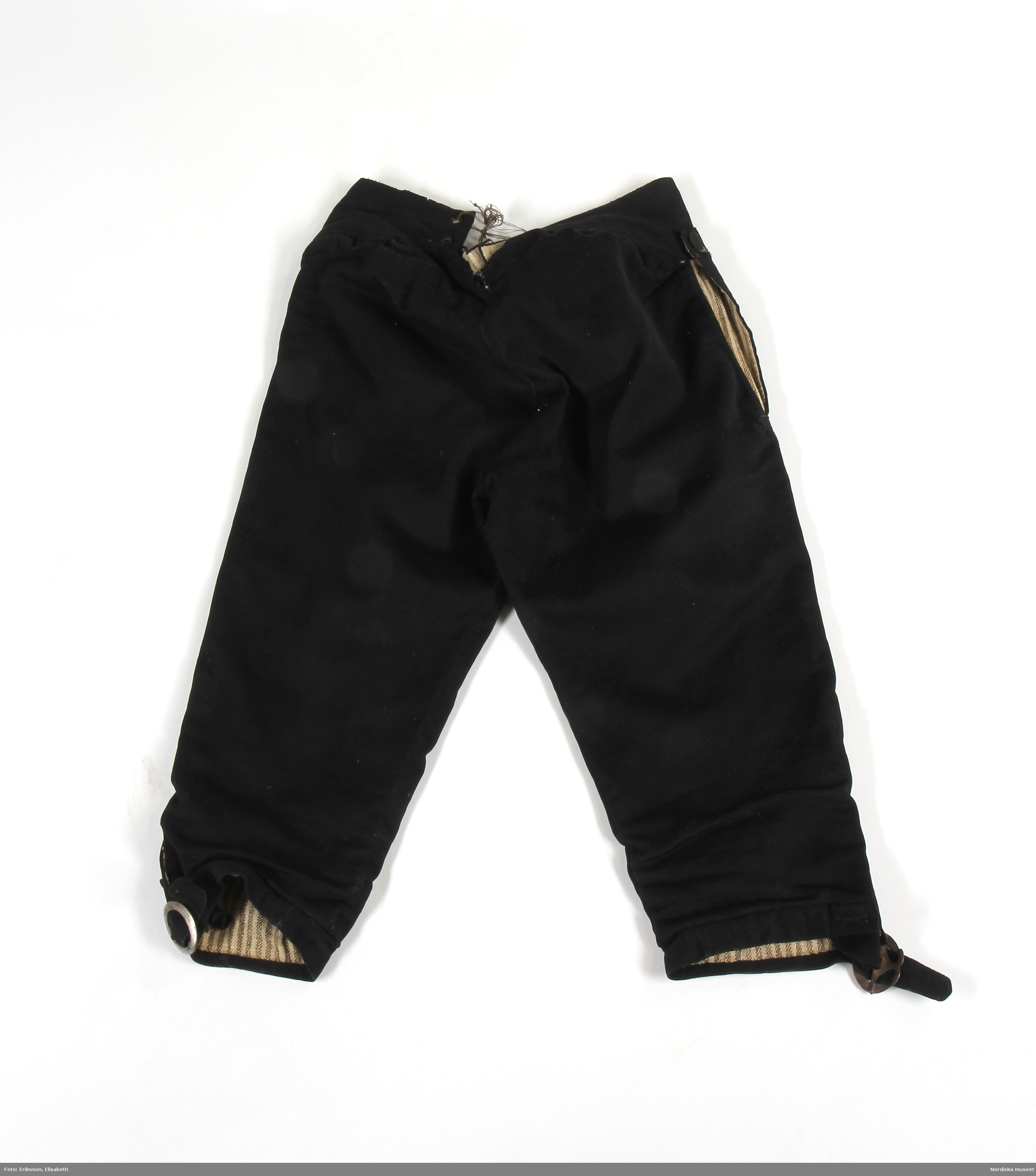
Byxor till mansdräkt från Grangärde socken, Dalarna

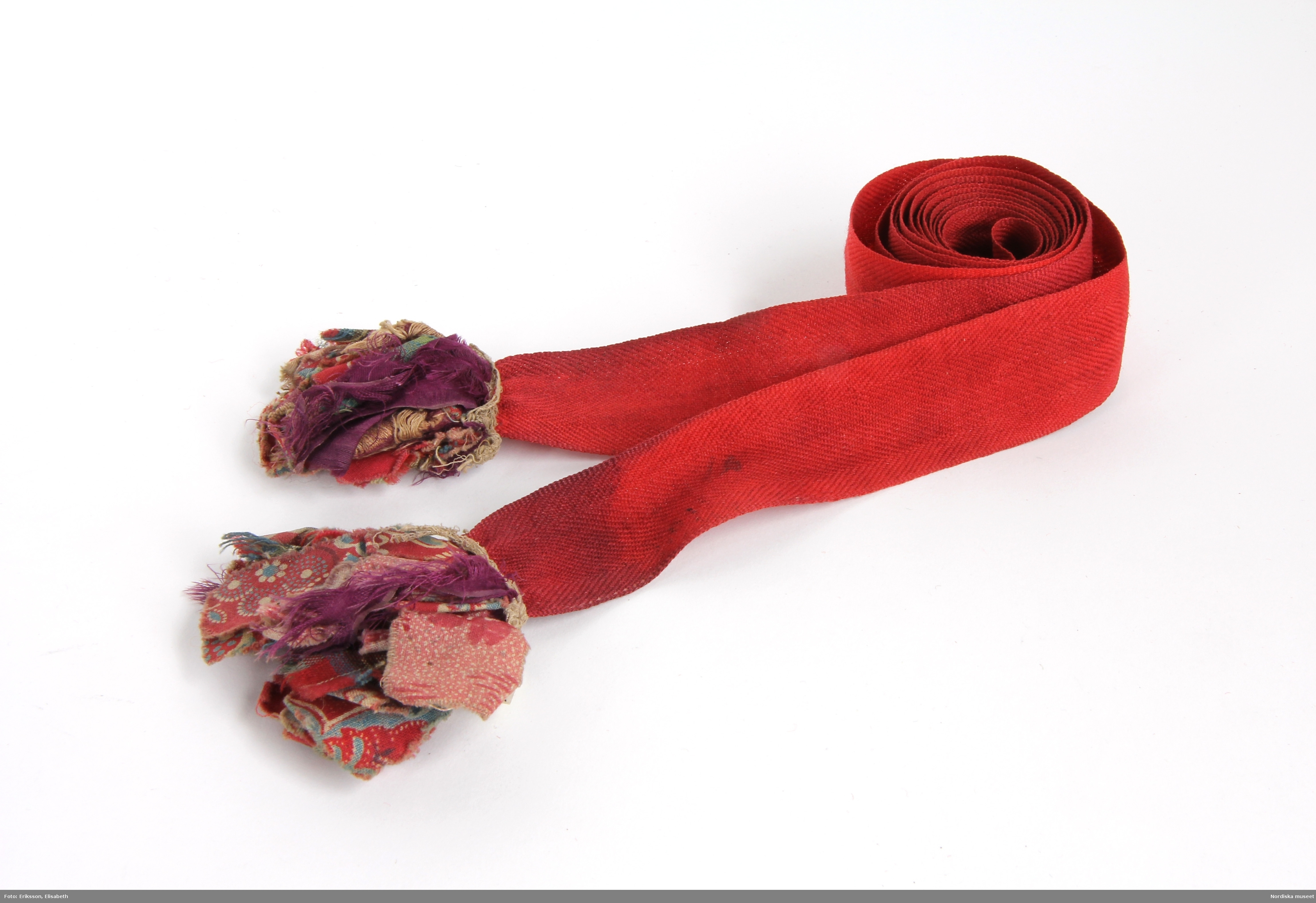
Förklädesband till Bodadräkten

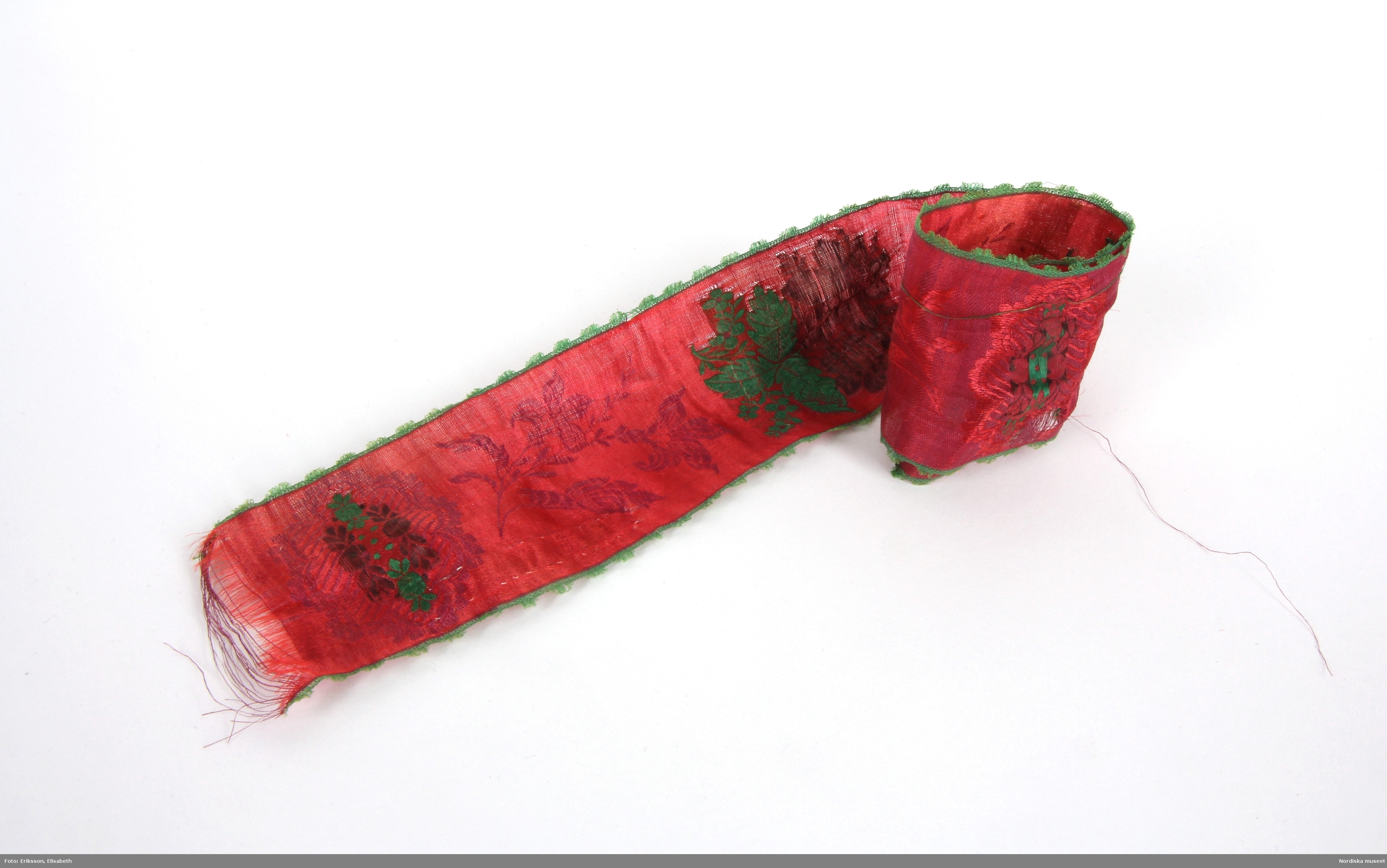
Band till Oredräkten

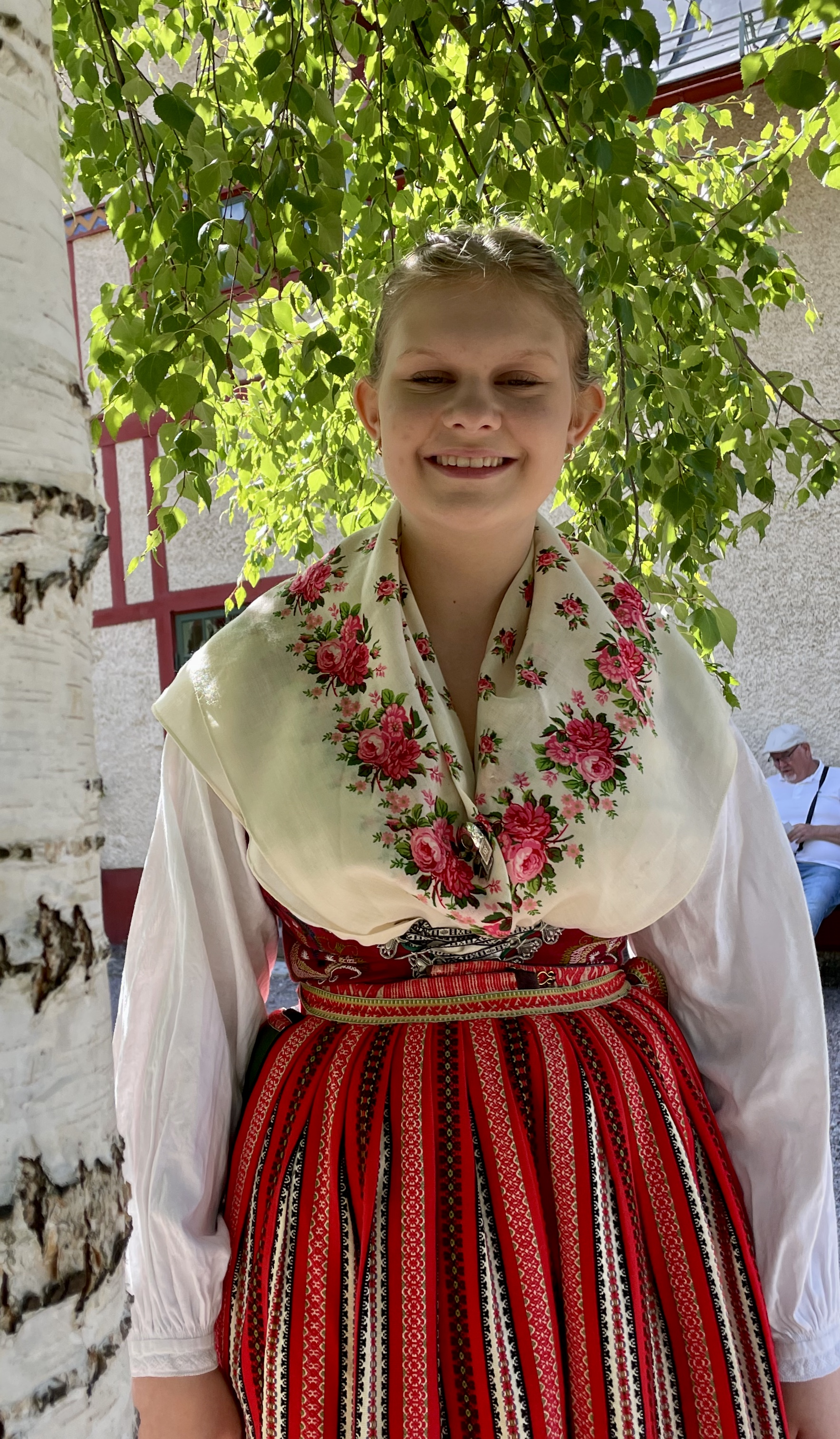
Folkdräkt från Leksands socken.

Det här är en förteckning över folkdräkter från Dalarna. Dalarna har 97 dräkter, 48 kvinnodräkter och 47 mansdräkter.
I tabellen nedan ses en förteckning över de 97 dalska folkdräkterna. I tabellen ses var dräkten kommer ifrån, om det är en kvinno- eller mansdräkt, om den är dokumenterad, rekonstruerad eller komponerad, när den återupptogs i bruk, om det finns varianter samt ytterplagg. Tabellen baseras på Ulla Centergrans inventering av folkdräkter i Sverige 1988-1993, som publicerades i bokform av Nämnden för hemslöjdsfrågor och LRF:s kulturråd 1993. Syftet var att underlätta för den som ville skaffa sig en egen dräkt att lättare få en överblick över de som fanns.
Då landskaps- och länsgränser inte sammanfaller anges län i tabellen. Dalarnas län hette fram till 1997 Kopparbergs län, men i förteckningen används det nuvarande länsnamnet.
| Län            | Dräkt               | Kön    | Ursprung                 | Återupptogs         | Finns varianter | Ytterplagg     | Källa |
| Dalarnas län   | Aspeboda            | Kvinna | Komponerad               | 1954                | Ja              | Tröja          | [ 1 ] |
| Dalarnas län   | Aspeboda            | Man    | Komponerad               | 1976                |                 |                | [ 1 ] |
| Dalarnas län   | Bergmansdräkt       | Kvinna | Rekonstruerad            | 1925                | Ja              | Yllesjal       | [ 1 ] |
| Dalarnas län   | Bergmansdräkt       | Man    | Rekonstruerad            | 1925                | Ja              | Livrock        | [ 1 ] |
| Dalarnas län   | Bjursås             | Kvinna | Dokumenterad             | 1910-talet          | Ja              | Tröja          | [ 1 ] |
| Dalarnas län   | Bjursås             | Man    | Dokumenterad             | 1910-talet          | Ja              | Ärmväst, rock  | [ 1 ] |
| Dalarnas län   | Boda                | Kvinna | Dokumenterad             | Traditionell        | Ja              | Tröja, päls    | [ 1 ] |
| Dalarnas län   | Boda                | Man    | Dokumenterad             | 1900 (sekelskiftet) | Ja              | Tröja          | [ 1 ] |
| Dalarnas län   | By                  | Kvinna | Rekonstruerad            | 1905-1915           | Ja              | Tröja          | [ 1 ] |
| Dalarnas län   | By                  | Man    | Komponerad               | 1905-1915           | Ja              | Tröja, rock    | [ 1 ] |
| Dalarnas län   | Enviken             | Kvinna | Dokumenterad             | Traditionell        | Ja              | Tröja          | [ 1 ] |
| Dalarnas län   | Enviken             | Man    | Dokumenterad             | Traditionell        | Ja              | Rock           | [ 1 ] |
| Dalarnas län   | Floda               | Kvinna | Dokumenterad             | Traditionell        | Ja              | Tröja, päls    | [ 1 ] |
| Dalarnas län   | Floda               | Man    | Dokumenterad             | Traditionell        | Ja              | Långrock       | [ 1 ] |
| Dalarnas län   | Folkärna            | Kvinna | Komponerad               | 1906                | Ja              | Tröja          | [ 1 ] |
| Dalarnas län   | Folkärna            | Man    | Komponerad               | 1906                | Ja              | Jacka, rock    | [ 1 ] |
| Dalarnas län   | Gagnef              | Kvinna | Dokumenterad             | Traditionell        | Ja              | Tröja, päls    | [ 1 ] |
| Dalarnas län   | Gagnef              | Man    | Dokumenterad             | 1950-talet          | Ja              | Livtröja, rock | [ 1 ] |
| Dalarnas län   | Garpenberg          | Kvinna | Komponerad               | 1934                | Ja              | Tröja          | [ 1 ] |
| Dalarnas län   | Garpenberg          | Man    | Komponerad               | 1934                | Ja              | Jacka, rock    | [ 1 ] |
| Dalarnas län   | Grangärde           | Kvinna | Komponerad               | 1947                | Ja              | Tröja          | [ 1 ] |
| Dalarnas län   | Grangärde           | Man    | Komponerad               | 1947                | Ja              | Jack, rock     | [ 1 ] |
| Dalarnas län   | Grytnäs             | Kvinna | Komponerad               | 1930                | Ja              | Tröja          | [ 1 ] |
| Dalarnas län   | Grytnäs             | Man    | Komponerad               | 1930                | Ja              | Jacka, rock    | [ 1 ] |
| Dalarnas län   | Gustafs             | Kvinna | Komponerad               | 1925                | Ja              | Tröja          | [ 1 ] |
| Dalarnas län   | Gustafs             | Man    | Komponerad               | 1946                | Ja              | Jacka, rock    | [ 1 ] |
| Dalarnas län   | Hedemora            | Kvinna | Rekonstruerad            | 1905                | Ja              | Tröja          | [ 1 ] |
| Dalarnas län   | Hedemora            | Man    | Komponerad               | 1905                | Ja              | Jacka, rock    | [ 1 ] |
| Dalarnas län   | Husby               | Kvinna | Komponerad               | 1930                | Ja              | Tröja          | [ 1 ] |
| Dalarnas län   | Husby               | Man    | Komponerad               | 1930                | Ja              | Rock, jacka    | [ 1 ] |
| Dalarnas län   | Järna               | Kvinna | Dokumenterad             | 1920-talet          | Ja              | Tröja          | [ 1 ] |
| Dalarnas län   | Järna               | Man    | Dokumenterad             | 1930-talet          | Ja              | Ärmväst        | [ 1 ] |
| Dalarnas län   | Leksand             | Kvinna | Dokumenterad             | Traditionell        | Ja              | Tröja, päls    | [ 1 ] |
| Dalarnas län   | Leksand             | Man    | Dokumenterad             | Traditionell        | Ja              | Långrock       | [ 1 ] |
| Dalarnas län   | Lima                | Kvinna | Dokumenterad             | 1920                | Ja              | Tröja          | [ 1 ] |
| Dalarnas län   | Lima                | Man    | Dokumenterad             | 1920                | Ja              | Frackrock      | [ 1 ] |
| Dalarnas län   | Ludvika             | Kvinna | Komponerad               | 1948                | Ja              | Tröja          | [ 1 ] |
| Dalarnas län   | Ludvika             | Man    | Komponerad               | 1949                | Ja              | Rock           | [ 1 ] |
| Dalarnas län   | Malung              | Kvinna | Dokumenterad             | 1909                | Ja              | Tröja, päls    | [ 1 ] |
| Dalarnas län   | Malung              | Man    | Dokumenterad             | 1900 (sekelskiftet) | Ja              | Jacka, rock    | [ 1 ] |
| Dalarnas län   | Mockfjärd           | Kvinna | Dokumenterad             | 1910-talet          | Ja              | Tröja, päls    | [ 1 ] |
| Dalarnas län   | Mockfjärd           | Man    | Dokumenterad             | 1910-talet          | Ja              | Livtröja, rock | [ 1 ] |
| Dalarnas län   | Mora                | Kvinna | Dokumenterad             | Traditionell        | Ja              | Tröja, päls    | [ 1 ] |
| Dalarnas län   | Mora                | Man    | Dokumenterad             | Traditionell        | Ja              | Tröjor         | [ 1 ] |
| Dalarnas län   | Norrbärke           | Kvinna | Komponerad               | 1949                | Ja              | Tröja          | [ 1 ] |
| Dalarnas län   | Norrbärke           | Man    | Komponerad               | 1959                | Ja              | Jacka, rock    | [ 1 ] |
| Dalarnas län   | Nås                 | Kvinna | Dokumenterad             | 1922                | Ja              | Tröja          | [ 1 ] |
| Dalarnas län   | Nås                 | Man    | Dokumenterad             | 1922                | Ja              | Jacka, rock    | [ 1 ] |
| Dalarnas län   | Ore                 | Kvinna | Dokumenterad             | 1910-talet          | Ja              | Tröja          | [ 1 ] |
| Dalarnas län   | Ore                 | Man    | Dokumenterad             | 1910-talet          | Ja              | Rock           | [ 1 ] |
| Dalarnas län   | Orsa                | Kvinna | Dokumenterad             | Traditionell        | Ja              | Tröja, päls    | [ 1 ] |
| Dalarnas län   | Orsa                | Man    | Dokumenterad             | Traditionell        | Ja              | Ärmväst        | [ 1 ] |
| Dalarnas län   | Rättvik             | Kvinna | Dokumenterad             | Traditionell        | Ja              | Tröja, päls    | [ 1 ] |
| Dalarnas län   | Rättvik             | Man    | Dokumenterad             | 1900 (sekelskiftet) | Ja              | Långrock       | [ 1 ] |
| Dalarnas län   | Siljansnäs          | Kvinna | Variant av Leksandsdräkt |                     |                 |                | [ 1 ] |
| Dalarnas län   | Siljansnäs          | Man    | Variant av Leksandsdräkt |                     |                 |                | [ 1 ] |
| Dalarnas län   | Silvberg            | Kvinna | Komponerad               | 1952                | Ja              | Tröja          | [ 1 ] |
| Dalarnas län   | Silvberg            | Man    | Komponerad               | 1976                |                 | Rock           | [ 1 ] |
| Dalarnas län   | Sollerön            | Kvinna | Variant av Moradräkten   |                     |                 |                | [ 1 ] |
| Dalarnas län   | Sollerön            | Man    | Variant av Moradräkten   |                     |                 |                | [ 1 ] |
| Dalarnas län   | Stora Kopparberg    | Kvinna | Komponerad               | 1953                | Ja              | Jacka          | [ 1 ] |
| Dalarnas län   | Stora Kopparberg    | Man    | Komponerad               | 1956                |                 | Jacka, rock    | [ 1 ] |
| Dalarnas län   | Stora Skedvi        | Kvinna | Rekonstruerad            | 1924                | Ja              | Tröja          | [ 1 ] |
| Dalarnas län   | Stora Skedvi        | Man    | Komponerad               | 1956                | Ja              | Jacka, rock    | [ 1 ] |
| Dalarnas län   | Stora Tuna          | Kvinna | Dokumenterad             | 1910                | Ja              | Tröja          | [ 1 ] |
| Dalarnas län   | Stora Tuna          | Man    | Dokumenterad             | 1930-talet          | Ja              | Frackrock      | [ 1 ] |
| Dalarnas län   | Sundborn            | Kvinna | Komponerad               | 1902                | Ja              | Tröja          | [ 1 ] |
| Dalarnas län   | Sundborn            | Man    | Komponerad               | 1930                |                 | Jacka, rock    | [ 1 ] |
| Dalarnas län   | Svärdsjö            | Kvinna | Dokumenterad             | 1910-talet          | Ja              | Tröja          | [ 1 ] |
| Dalarnas län   | Svärdsjö            | Man    | Dokumenterad             | 1910-talet          | Ja              | Jacka, rock    | [ 1 ] |
| Dalarnas län   | Säfsnäs             | Kvinna | Komponerad               | 1955-1957           | Ja              | Tröja          | [ 1 ] |
| Dalarnas län   | Säfsnäs             | Man    | Komponerad               | 1955-1957           |                 | Jacka          | [ 1 ] |
| Dalarnas län   | Särna/Idre          | Kvinna | Rekonstruerad            | 1927                | Ja              | Tröja          | [ 1 ] |
| Dalarnas län   | Särna/Idre          | Man    | Komponerad               | 1927                | Ja              | Jacka, rock    | [ 1 ] |
| Dalarnas län   | Säter               | Kvinna | Komponerad               | 1934                | Ja              | Tröja          | [ 1 ] |
| Dalarnas län   | Säter               | Man    | Komponerad               | 1934                | Ja              | Jacka, rock    | [ 1 ] |
| Dalarnas län   | Söderbärke          | Kvinna | Komponerad               | 1930                | Ja              | Tröja          | [ 1 ] |
| Dalarnas län   | Söderbärke          | Man    | Komponerad               | 1980-talet          |                 | R              | [ 1 ] |
| Dalarnas län   | Torsång             | Kvinna | Rekonstruerad            | 1927                | Ja              |                | [ 1 ] |
| Dalarnas län   | Torsång             | Man    | Komponerad               | 1927                | Ja              | Frackrock      | [ 1 ] |
| Dalarnas län   | Transtrand          | Kvinna | Dokumenterad             | 1920                | Ja              |                | [ 1 ] |
| Dalarnas län   | Transtrand          | Man    | Dokumenterad             | 1920                |                 | Frackrock      | [ 1 ] |
| Dalarnas län   | Venjan              | Kvinna | Variant av Moradräkten   |                     |                 |                | [ 1 ] |
| Dalarnas län   | Venjan              | Man    | Variant av Moradräkten   |                     |                 |                | [ 1 ] |
| Dalarnas län   | Vika                | Kvinna | Komponerad               | 1924                | Ja              |                | [ 1 ] |
| Dalarnas län   | Vika                | Man    | Komponerad               | 1924                | Ja              | Jacka          | [ 1 ] |
| Dalarnas län   | Vikmanshyttan       | Kvinna | Komponerad               | 1985                |                 |                | [ 1 ] |
| Dalarnas län   | Våmhus              | Kvinna | Samma som Moradräkten    |                     |                 |                | [ 1 ] |
| Dalarnas län   | Våmhus              | Man    | Samma som Moradräkten    |                     |                 |                | [ 1 ] |
| Dalarnas län   | Västerdala Finnmark | Kvinna | Komponerad               | 1980-talet          |                 |                | [ 1 ] |
| Dalarnas län   | Älvdalen            | Kvinna | Dokumenterad             | 1900 (sekelskiftet) | Ja              | Tröja          | [ 1 ] |
| Dalarnas län   | Älvdalen            | Man    | Dokumenterad             | 1905                | Ja              | Jacka, rock    | [ 1 ] |
| Dalarnas län   | Äppelbo             | Kvinna | Dokumenterad             | 1920-talet          | Ja              | Tröja          | [ 1 ] |
| Dalarnas län   | Äppelbo             | Man    | Dokumenterad             | 1920-talet          | Ja              | Jacka          | [ 1 ] |
| Dalarnas län   | Åhl                 | Kvinna | Dokumenterad             | 1911                | Ja              | Tröja          | [ 1 ] |
| Dalarnas län   | Åhl                 | Man    | Dokumenterad             | 1911                | Ja              | Jacka, rock    | [ 1 ] |
| Dalarnas län   | Sydsamisk kolt      | Kvinna | Dokumenterad             |                     |                 |                | [ 1 ] |
| Dalarnas län   | Sydsamisk kolt      | Man    | Dokumenterad             |                     |                 |                | [ 1 ] |
| Gävleborgs län | Fågelsjö            |        | Se Hälsingland           |                     |                 |                | [ 1 ] |